# Stralsund: Mörderische Verfolgung
Mörderische Verfolgung ist ein deutscher Fernsehfilm von Martin Eigler aus dem Jahr 2009. Es handelt sich um den Pilotfilm zur ZDF-Kriminalfilmreihe Stralsund. In den Hauptrollen sind Katharina Wackernagel und Janek Rieke als Polizistengespann zu sehen, das dahinterzukommen versucht, warum ihre Vorgesetzte und Dienststellenleiterin Susanne Winkler, gespielt von Kirsten Block, in die Gewalt eines Geiselnehmers geraten konnte. Die Haupt-Gaststars dieser Folge sind Harald Schrott, Bernadette Heerwagen und Alexander Scheer.

## Handlung
Hauptkommissarin Susanne Winkler verlässt nach einem Anruf auf ihrem Handy übereilt ihre Dienststelle. Ihre Fahrt mit dem Auto führt sie zu einem Gebäude einer Versicherung, dessen Foyer sie betritt. Sie bleibt einen Moment stehen und betritt dann einen Büroraum.  Auch dort herrscht gähnende Leere. Urplötzlich spürt sie den Lauf einer Pistole in ihrem Nacken. Sie erkennt eine vermummte Person, die sie wortlos auffordert, ihre Hände auf dem Rücken zu verschränken. Kabelbinder werden um ihre Handgelenke gezurrt und sie wird in ein angrenzendes Großraumbüro gezerrt und an einen Schreibtischstuhl gefesselt. Nicht weit entfernt von ihr befinden sich sechs weitere Menschen, wohl Mitarbeiter der Versicherung, die geknebelt und gefesselt sind. Winkler sieht das durch eine offenstehende Tür. Immer noch wortlos bedeutet der Unbekannte der Kommissarin, den Notruf zu wählen und vorzulesen, was auf den beiden Zetteln steht, die er ihr hinhält: ihren Namen und Dienstgrad und dass sie Opfer eine Geiselnahme sei, der Geiselnehmer weitere sechs Menschen in seiner Gewalt habe, zwei Millionen Euro Lösegeld verlange und man zwei Stunden Zeit habe, um das Geld bereitzustellen. Die nächste Nachricht enthält die Anweisung, das Lösegeld solle in kleinen nicht nummerierten Scheinen binnen einer Stunde in einem Koffer in der Lagerhalle des alten volkseigenen Betriebes Landmaschinenbau „Rotes Banner“ deponiert werden. Nur ein Polizist dürfe das Geld überbringen. Zudem fordert der Geiselnehmer, dass Michael Broder, Häftling der JVA Stralsund, freizulassen ist. 
Susanne Winkler ist die Dienststellenleiterin des Kriminalkommissariats Stralsund und die Vorgesetzte der Kommissare Nina Petersen und Stefan Prinz. Petersen gilt als Verhörspezialistin, was sie gerade in einem anderen Fall, dem Fall Holtmann, unter Beweis stellt. Im Kommissariat ist inzwischen Norbert Rahn, kommissarischer Leiter des MEK, mit seinen Leuten eingetroffen. Prinz erläutert, dass Broder ein Mörder sei, der sich bei der Instandsetzung einer Wohnanlage finanziell übernommen und dann den ganzen Block niedergebrannt habe. Die Versicherung habe einen Detektiv damit beauftragt, Broder den Brand nachzuweisen. Den habe er erschossen. Er sei zu 5½ Jahren Haft verurteilt worden. Winkler habe seinerzeit die Ermittlungen in dem Fall geführt. Petersen ergänzt noch, dass Frau Winkler wohl etwas geahnt habe, denn sie habe ihr heute Morgen die Akte zur Überprüfung übergeben. 
Inzwischen ist der ungefähre Standort ermittelt, von dem die Anrufe ausgingen. Weitere Ermittlungen ergeben, dass die Nordlicht-Assekuranz wohl der Ort der Geiselnahme ist. Das ist die seinerzeit involvierte Versicherung. Petersen spricht mit Broder, um ihn dazu zu bringen, mit ihr den Ort des Geschehens aufzusuchen. Broder ist bitter. Er behauptet nach wie vor, nicht der Brandstifter gewesen zu sein. Die Versicherung habe alles daran gesetzt, es wie Brandstiftung aussehen zu lassen, um die Versicherungssumme nicht zahlen zu müssen. Der Mann, den er dann erschossen habe, habe es nicht besser verdient. Er habe da mitgemacht, um sich seine Prämie zu verdienen. Er habe permanent gelogen. Broder meint, wenn die Kollegin, die seinen Fall versaut habe, ihn nett bitte, ginge da vielleicht etwas. Petersen klärt ihn auf, dass diese Kollegin eine der Geiseln ist, und will wissen, wer der Geiselnehmer ist. Das könne nur sein Bruder Wolf sein, „dieser Schwachkopf“, meint Broder. 
Petersen ist sich sicher, dass der Geiselnehmer einen Komplizen hat, dafür gibt es diverse Anzeichen. Broder spricht mit seinem Bruder, dieser lässt sich jedoch auch von ihm nicht von seinem Plan abbringen. Inzwischen wissen Petersen und Prinz, dass eine Frau bei Wolf Broder mitmischt. Einem Computerspezialisten ist es gelungen, eine Verbindung zu den Räumen der Versicherung herzustellen, sodass längere Passagen dessen, was dort gesprochen wird, zu verstehen sind. Es ist offensichtlich, dass Susanne Winkler die junge Frau kennt. Sie nennt sie Mona und meint, sie sei nur hergekommen, weil sie so lange nichts von ihr gehört und sich Sorgen um sie gemacht habe. Mona küsst die Kommissarin. Als Wolf Broder das sieht, flippt er völlig aus. Winkler beschwört Mona, das jetzt zu beenden, wenn Michael Broder von ihrer beider Verhältnis erführe, habe sie Angst um sie. Mona entgegnet: „Du hast mit mir Schluss gemacht, das hätte Micha nie getan.“ Winkler versucht, beruhigend auf Mona einzuwirken und ihr zu erklären, warum sie diese Trennung für notwendig hielt. Obwohl Mona hin- und hergerissen ist, kann sie nicht glauben, dass Susanne nur ihr Bestes gewollt habe. Ganz überraschend gesteht sie der Kommissarin dann aber, dass Broder für sie im Gefängnis sitze, denn sie habe das Feuer gelegt.  
Die Lage eskaliert. Der Geiselnehmer will, dass man seinen Bruder zu ihm schickt; Winklers Leute wollen ihre Chefin freibekommen. Dagegen sträubt Broder sich jedoch entschieden. Er will Winkler auf gar keinen Fall gehen lassen. Auf Seiten der Polizei muss man einwilligen, da Wolf Broder mit der Erschießung eines Mannes droht. Petersen besteht darauf, dass dann zwei Geiseln freizulassen sind. Es kommt zu Unstimmigkeiten. Ein Schuss fällt. Kurz darauf wird Susanne Winkler im Bürostuhl vor die Tür geschoben. Sie blutet stark im  Brustbereich. Während Broder zu seinem Bruder überwechselt, kann der Notarzt nur noch den Tod von Susanne Winkler feststellen. 
Es sind keine Stimmen mehr zu hören, Petersen glaubt, dass die Broder-Brüder und Mona irgendwie entkommen sind. Die restlichen drei Geiseln können aus ihrer misslichen Lage befreit werden. Die Beamten entdecken einen Durchbruch, der zu einem Kanal führt und durch den die Broders und Mona entkommen sein müssen. Petersen sieht sich derweil in Winklers Wohnung um. Sie findet ein Notizbuch aus dem hervorgeht, dass Winkler und jene Mona eine monatelange Affäre hatten. Im Kanal wird derweil die Leiche von Wolf Broder entdeckt. 
Petersen kann auch den Fall Holtmann, dessen Vernehmung sie anfangs durchführte, zu den Akten legen, der Mann hat gestanden, seinen Schwiegervater getötet zu haben. Seine Aussage bringt die junge Kommissarin jedoch auch insoweit weiter, als sie ahnt, wo Broder und Mona abgeblieben sein könnten. Bei ihrem Alleingang gerät sie jedoch in tödliche Gefahr. Hinter Mona verbirgt sich Lisa Becker, sie hatte sich den Ausweis einer Freundin namens Monika Gebhardt ausgeliehen und unter Vorlage dieses Dokumentes Broder im Gefängnis besucht. Zusammen mit Broder ist sie zur etwas außerhalb liegenden Pension ihrer Mutter geflohen. Dort gerät Nina Petersen in Broders Gewalt. Mit ihr als Geisel will er sich die Flucht ins Ausland sichern. Petersen gelingt es jedoch, einen Keil zwischen das Pärchen, das sich ohnehin inzwischen misstraut, zu treiben. Sie erfährt auch noch, dass sich der Schuss auf Winkler aus Monas bzw. Lisas Waffe gelöst hat, ein Versehen gewesen sei und dass Mona Wolf Broder erschossen hat. Diese richtet dann auch die Waffe auf Micha Broder, der sich jedoch wegducken kann und in der Folge festgenommen wird. „Mona“ läuft die Straße entlang, als ginge das alles sie überhaupt nichts an.

## Produktion

### Produktionsnotizen, Veröffentlichung
Produziert wurde der Film von Network Movie, Film- und Fernsehproduktion GmbH & Co. KG, Köln, Herstellungsleitung: Wolfgang Cimera, Produktionsleitung: Madeleine Remy, verantwortlicher ZDF-Redakteur Martin R. Neumann.
Mörderische Verfolgung wurde im Zeitraum 14. Mai bis 14. Juni 2008 in Stralsund und Umgebung sowie in Hamburg gedreht und am 30. März 2009 zur Hauptsendezeit im ZDF erstausgestrahlt.
Die ersten vier Folgen von Stralsund wurden vom Studio Hamburg Enterprises am 24. März 2016 auf DVD herausgegeben.

### Hintergrund
Katharina Wackernagel erklärte zu ihrer Rolle und zu dem Dilemma, in das ihre Figur in der ersten Folge gerät: „[Die Kommissarin] ist gezwungen, Entscheidungen zu treffen, die für sie völlig neu sind.“ Sie selbst könne mit schwierigen Situationen ganz gut umgehen, lasse sich zumindest nichts anmerken: „Ich glaube, dass ich den Schein, unter Druck klar zu reagieren, gut aufrechterhalten kann. In mir selbst sieht es häufig ganz anders aus, aber auch dieses Gefühl habe ich für die Figur gut nutzen können.“

## Rezeption

### Einschaltquote
Der Film wurde von 5,59 Millionen Zuschauern eingeschaltet, was einem Marktanteil von 17,3 % entspricht.

### Kritik
TV Spielfilm gab für Anspruch einen, für Action zwei und für Spannung drei von drei möglichen Punkten, zeigte mit dem Daumen nach oben und zog das Fazit: „Wendungsreich, fesselnd, top besetzt!“
Julian Miller von Quotenmeter.de sah das völlig anders und meinte, schon die „Dramaturgie“ mache „einen recht heruntergekommenen Eindruck“ und „spätestens nach Ende der Geiselnahme“ wandere die Geschichte „vollkommen ziellos und wirr umher“. Es gebe „kein klares Thema“ und zudem „wiederhol[e] sich alles dutzendfach“. „Ebenso platt wie die Handlung“ seien „die Figuren, die allesamt zu grässlich eindimensionalen Archetypen verkommen“ seien. „Bis zum Schluss“ werde „nicht klar, was der Film sein [wolle] und als Kammerspiel hätte das Konzept wohl um einiges besser funktioniert“. „Von Martin Eigler“ hätte man „wahrlich mehr erwartet“, hieß es abschließend, „doch leider [sei] ihm sein neues Projekt gehörtig misslungen“. Das Quotenmeter schlug dann auch nur auf 40 % aus.
Rainer Tittelbach von tittelbach.tv hingegen meinte zwar auch, dass dieser Krimi, „dramaturgisch nicht ohne Schwächen“ sei, „im Fluss der (Genre-)Bilder aber sehr funktionier[e]“. Einen „kompakten Erpresser-Krimi, der in 24 Stunden seine ‚Mörderische Verfolgung‘ abspule“, habe es „länger nicht“ gegeben, führte der Kritiker aus, da das Genre aber „wohlbekannt“ ist, sei man schnell wieder „auf den Geschmack gekommen“. „Erleichtert“ worden sei einem „der Zugang durch eine abwechslungsreiche Besetzung: Katharina Wackernagel als Polizistin – warm nicht?!“ „Janek Rieke als Kollege, Alexander Scheer als sich selbst überschätzender Erpresser, Bernadette Heerwagen als ebenso leidenschaftlicher wie cooler Liebesengel und Harald Schrott als eiskalter Gangster – das [lasse] man sich gern gefallen.“ Tittelbach vergab 3 ½ von 6 möglichen Sternen.
Das Filmportal Filmdienst sprach zwar von einem „vielfach verrätselte[n] (Fernseh-)Kriminalfilm um einen spannenden Wettlauf gegen die Zeit“, schränkte aber ein, „der seinen hohen Anspruch an die Komplexität des Handlungsgefüges und der Charaktere weder schauspielerisch noch dramaturgisch einzulösen“ vermöge.
Kino.de hingegen war voll des Lobes: „Der Prolog ist bloß die Ruhe vor dem Sturm: Nach einer kurzen Einführung schießt die Spannung förmlich in die Höhe. Es folgen neunzig Minuten Hochspannung; Durchatmen ist erst am Ende wieder angesagt.“ Weiter hieß es, dieser Film sei „ein Thriller wie aus dem Lehrbuch“. „Dass die Geschichte und ihre Inszenierung derart dicht und konzentriert ausgefallen“ sei, sei „auch Resultat einer Zusammenarbeit, die sich nun schon über viele Jahre erstrecke […] und das fünfte gemeinsame Drehbuch von Autor Sven Poser und Regisseur Martin Eigler“ sei. Als weitere große Stärke dieses Films wurde die Besetzung genannt. „Der Film imponier[e] vor allem wegen des ausgeklügelten Drehbuchs, das mit seiner Raffinesse fast als Vorlage für Verbrechen dienen könnte.“ „Enormen Anteil am durchgängig hohen Spannungsniveau“ habe auch „die Thriller-Musik von Oliver Kranz“ […].
In der taz schrieb Stefan Niklas, dass Regisseur und Autor „mehr Wert auf Spannung als auf Gefühle und Motive“ gelegt hätten, was aber „keineswegs bedeute, dass der insgesamt überaus sehenswerte Film plump inszeniert“ wäre. Nur das Ende habe „etwas ‚Tatort‘-Haftes, das heißt: Nach 90 Minuten muss halt Schluss sein“. Fazit: „Und so muss dieses CSI Stralsund mit ‚Swordfish‘-Anleihen nach einem kurzen Abstecher zu Bonnie und Clyde am Ende doch wieder zum ganz normalen Krimi im Zweiten Deutschen Fernsehen werden.“ Niklas führte zuvor aus, auch wenn „‚Stralsund – Mörderische Verfolgung‘ kein deutscher Krimi, sondern Thriller sein“ wolle: „Das Ganze spiele halt nicht in L.A. und noch nicht mal in Berlin, sondern eben im beschaulichen Stralsund.“ Sicher sei die Geschichte „alles andere als neu, aber im amerikanisch anmutenden Stil spannend und unterhaltsam erzählt“.
Thomas Gehringer von Potsdamer Neueste Nachrichten brachte noch eine weitere Verbindung zu einem amerikanischen Film ins Spiel, er schrieb nämlich: Und zum Schluss haben Eigler und Poser dramaturgisch noch ein bisschen ‚Das Schweigen der Lämmer‘ zitiert. Die Frage, wer nun an der richtigen Tür klingelt, das hochgerüstete Sondereinsatzkommando oder die einzelne Polizistin, ist ein klassisches Spannungsmoment. Und das funktioniert auch hier bestens, selbst wenn Katharina Wackernagel nicht Jodie Foster und Stralsund, Mecklenburg-Vorpommern, nicht Belvedere, Ohio, sind. Gehringer stieß sich allerdings daran, dass der „ereignisreiche Thriller“, im ersten Teil des Titels „eindeutig zuviel“ verspreche, denn von dem „ins Weltkulturerbe aufgenommenen Städtchen“ werde „nicht viel mehr als ein Gewerbegebiet, das auch sonstwo stehen könnte“, gezeigt.